# Rodolfo Tailhade
Luis Rodolfo Tailhade (Choele Choel, Río Negro, 18 de agosto de 1970) es un abogado penalista y político argentino. Fue inspector General de Justicia de la Nación durante el mandato de Cristina Fernández de Kirchner, concejal de Malvinas Argentinas y es diputado nacional por la Provincia de Buenos Aires del bloque del Frente de Todos. De 2016 a 2018 integró el Consejero de la Magistratura.

## Biografía
Comenzó su militancia política en la adolescencia, participando en el Centro de Estudiantes de su escuela la Comercial N° 13, del que más tarde fue presidente. En los ’90 le pasó lo mismo que a muchos otros jóvenes: no encontró un espacio político que lo representara. Así que durante esos años, y ya instalado en Buenos Aires, se volcó de lleno en la carrera de Derecho.
Tailhade se graduó de abogado en la Universidad del Museo Social Argentino en el año 1994, y se especializó en derecho penal. Dos años más tarde se incorporó al Estudio Pizarro, Posse & García Santillán, el cual estuvo a cargo de uno de los casos policiales más resonantes de los últimos años. Se trata del crimen de Solange Grabenheimer, por la cual fue acusada y finalmente absuelta Lucila Frend, quien fue defendida por dicho estudio. También fue trabajador judicial en la Justicia Criminal de Capital Federal, Juzgado de Instrucción N.º 27, Secretarías 106 y 124.[cita requerida]
Fue integrante del Tribunal de Disciplina del Colegio Público de Abogados de la Capital Federal (CPACF)
En 2008, junto a un grupo de compañeros, creó AJUS (Abogados por la Justicia Social). Una organización de abogados que utiliza el derecho como herramienta para consolidar una patria libre, justa y soberana. 

Me sentí convocado por este proyecto porque la política volvió a ser una herramienta de transformación, donde millones de argentinos volvieron a estar socialmente incluidos a través de la generación de puestos de trabajo y los chicos vuelven a poder pensar su futuro, con la Asignación Universal por Hijo que les permite estudiar, con las netbooks y con un sistema educativo en el que el Estado invierte más del 6% del PBI.

[cita requerida]
En las elecciones legislativas de 2013 fue candidato a primer concejal del Partido de Malvinas Argentinas por el Frente para la Victoria, logrando esa banca. También fue nombrando en diciembre de 2013 inspector general de Justicia en reemplazo de Norberto Carlos Berner que pasó a la Secretaría de Comunicaciones, en octubre de 2014 es reemplazado por Martín Cormic.[cita requerida]
Para las elecciones legislativas de 2015 ocupó el décimo lugar de la lista de diputados por la Provincia de Buenos Aires del Frente para la Victoria, lista encabezada por Eduardo de Pedro, también logró obtener esa banca.[cita requerida]
En la Cámara de Diputados integra las comisiones de Legislación Penal, Juicio Político, Asuntos Constitucionales, Peticiones, Poderes y Reglamento, Análisis y Seguimiento de Normas Tributarias y Previs y Previsión y Seguridad Social.[cita requerida]
En marzo de 2016 se reveló que fue egresado de la Escuela Nacional de Inteligencia, junto con él fueron revelados otros 3 de una lista 138. Tailhade egresó de la Escuela Nacional de Inteligencia para luego ingresar a trabajar a la ex SIDE.
En julio de 2016 reemplazó a Héctor Recalde en el Consejo de la Magistratura.[cita requerida]
En 2019 fue reelecto diputado nacional y designado presidente de la Comisión de Justicia. También integra las comisiones de Asuntos Constitucionales y Legislación Penal, entre otras.[cita requerida]

En 2008, junto a un grupo de compañeros, creó AJUS (Abogados por la Justicia Social). 

Me sentí convocado por este proyecto porque la política volvió a ser una herramienta de transformación, donde millones de argentinos volvieron a estar socialmente incluidos a través de la generación de puestos de trabajo y los chicos vuelven a poder pensar su futuro, con la Asignación Universal por Hijo que les permite estudiar, con las netbooks y con un sistema educativo en el que el Estado invierte más del 6% del PBI.

En las elecciones legislativas de 2013 fue candidato a primer concejal del Partido de Malvinas Argentinas, logrando esa banca. También fue nombrando en diciembre de 2013 Inspector General de Justicia en reemplazo de Norberto Carlos Berner que pasó a la Secretaría de Comunicaciones, en octubre  de 2014 es reemplazado por Martín Cormic.

## Polémicas
En 2022, en una la conferencia de prensa en la Cámara de Diputados, afirmó que "la UCR no están siendo conducida por el ex presidente Macri sino sodomizados. Mario Negri y la Unión Cívica Radical fueron sodomizados por el ex presidente Macri".
En 2022, la diputada Myriam Bregman lo acusó de misógino y homofóbico por sus exabruptos.
En 2017 acusó al entonces ministro de Justicia Germán Garavano, y a Laura Alonso por "negociar impunidad" con Odebrecht, denuncia desestimada por la Justicia por no tener fundamentos, con lo cual Garavano le reclamó una indemnización por falsa acusación pero Tailhade no se presentó en las audiencias de conciliación.
En 2023 una denuncia del exministro de Seguridad porteño Marcelo D’Alessandro contra el diputado Tailhade por espionaje ilegal a su teléfono quedó radicada ante el juez Marcelo Martínez De Giorgi pues según informe de la oficina DAJUDECO, el legislador aparecía hablando de los chats de Lago Escondido con el ex policía y agente inorgánico Ariel Zanchetta, preso en una causa, lo cual lo convirtió automáticamente en imputado de la causa.